# Technologie sous la dynastie Tang

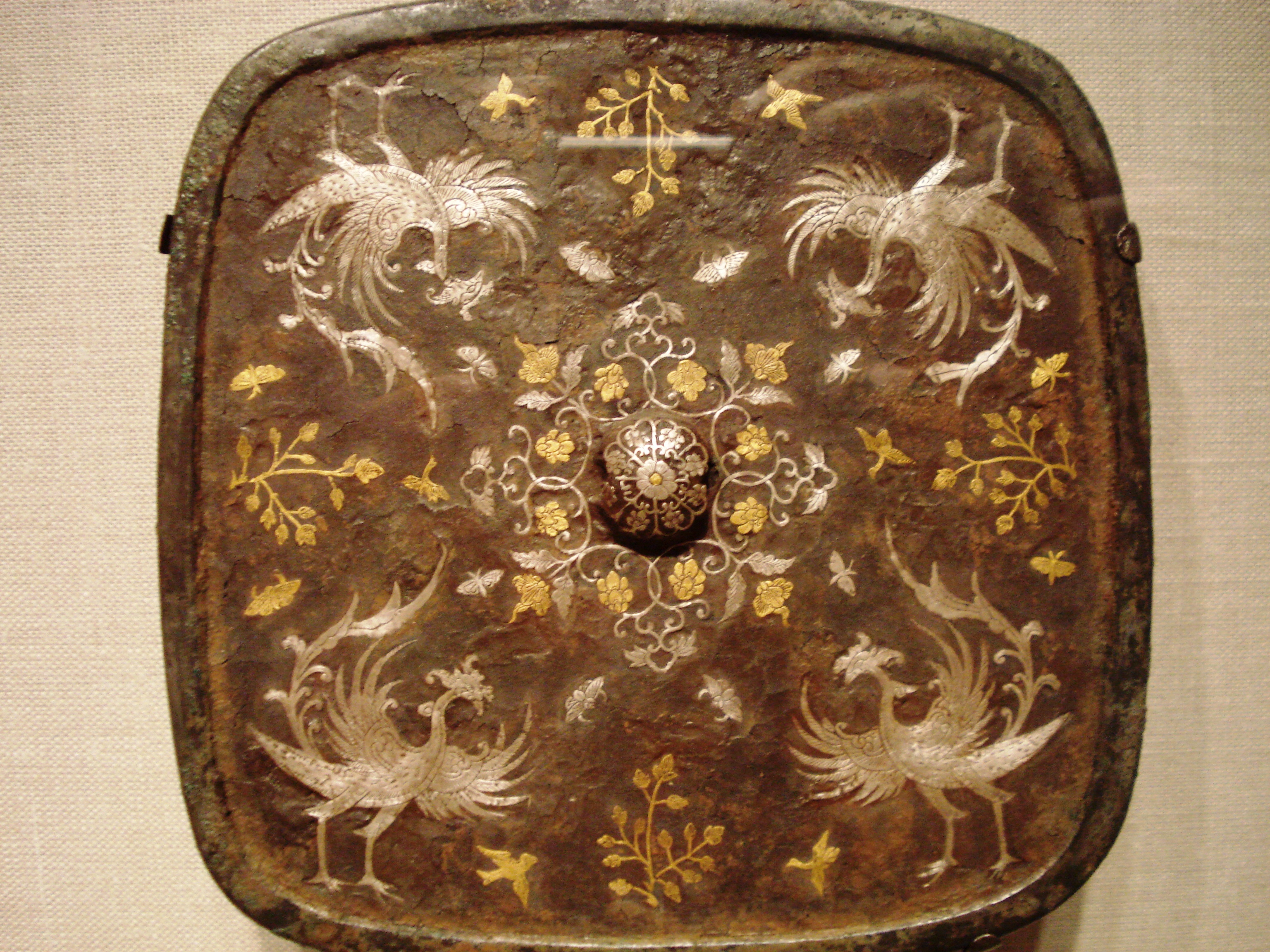
Un miroir en bronze carré avec des motifs de phoenix d'or et d'argent incrustés de laque. VIIIe siècle.

La dynastie Tang (618–907) est une période de l'histoire de la Chine durant laquelle ont eu lieu des progrès significatifs en matière de sciences et techniques, et plus particulièrement dans les domaines de la xylographie, de la mesure du temps, du génie mécanique, de la médecine, de l'ingénierie des structures, de la cartographie et de l'alchimie.

## Xylographie

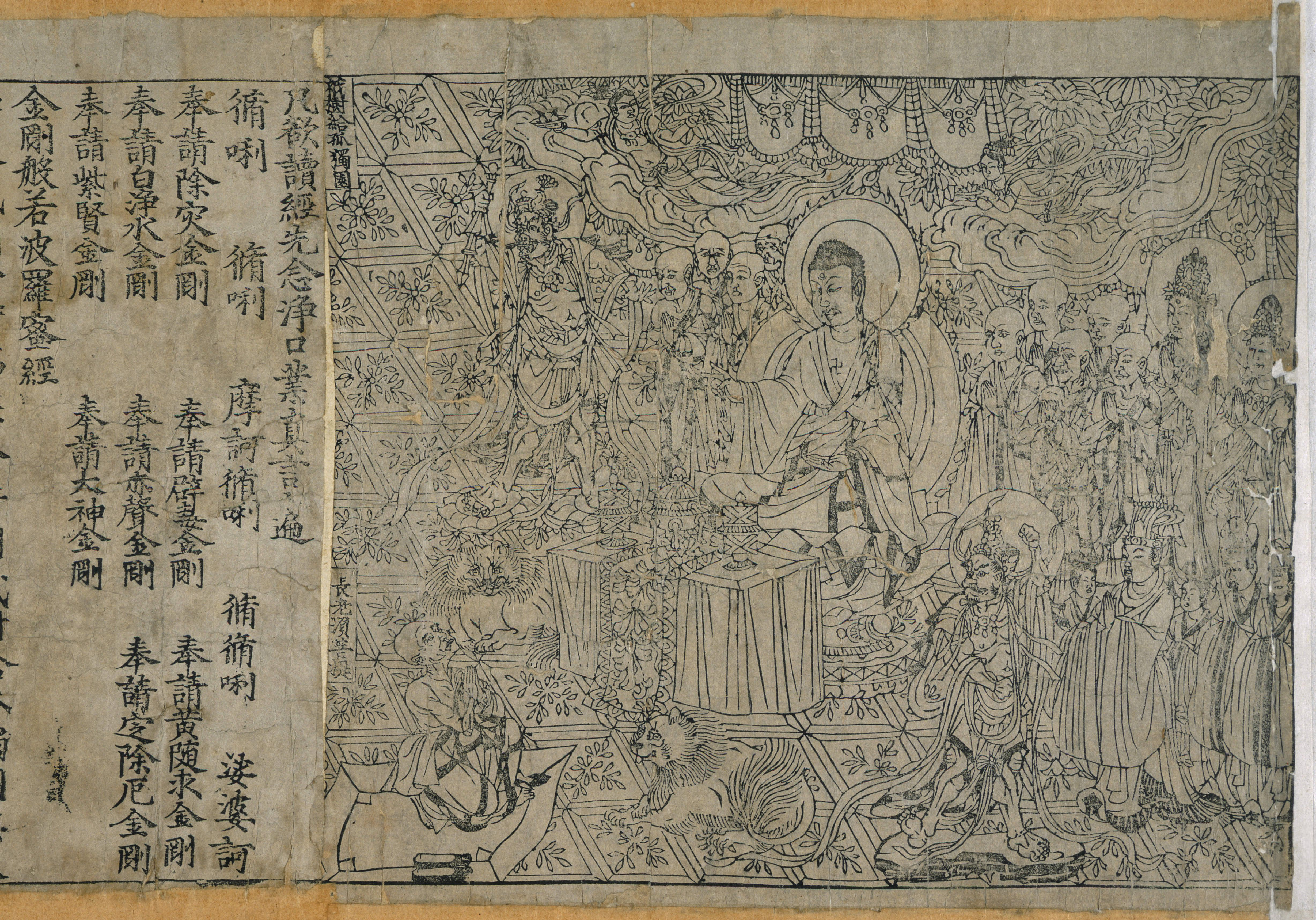
Le Sūtra du Diamant, exemplaire daté de 868 ap. J.-C. et conservé à la British Library. C'est le plus ancien ouvrage complet, imprimé par procédé xylographique et daté à nous être parvenu.

La popularisation de la xylographie sous la dynastie Tang a mis l'écrit à la portée d'une population bien plus importante que sous les dynasties précédentes. Grâce à la production, la mise en circulation et la distribution d'écrits divers en quantité bien plus importantes qu'auparavant, la population chinoise a été pour la première fois en mesure d'acheter des copies à prix abordable d'un grand nombre de textes, ce qui a favorisé une plus grande alphabétisation. Si dans un premier temps, la xylographie ne crée pas un changement radical dans la société chinoise, à long terme, les effets accumulés de l'alphabétisation accrue permettent d'élargir le vivier de talents dans lequel le pouvoir central pioche pour recruter ses fonctionnaires. Aux lettrés issus de lignées anciennes, se rajoutent alors des hommes venant de milieux bien plus divers, qui vont intégrer le système des examens impériaux pour essayer de devenir des serviteurs de l'État. Ce mouvement lent, qui débute sous les Tang, atteint son plein essor plus tard, sous la dynastie Song,,. L'importance de la xylographie sous les Tang est attestée par l'un des plus anciens documents imprimés au monde à nous être parvenu intact; une miniature bouddhiste sur laquelle se trouve un sutra dharani, qui a été trouvée lors de fouilles à Xi'an en 1974, datant de 650- 670. Une copie du Sūtra du Diamant trouvée à Dunhuang est le plus ancien ouvrage complet et imprimé en utilisant la xylographie à avoir survécu jusqu'à nos jours. Toutes les pages composant ce sûtra ont la même taille régulière, des illustrations sont incluses dans le texte et il est daté de manière précise, ayant été imprimé en 868,. Parmi les premiers documents à avoir été imprimés, on trouve des textes bouddhistes ainsi que des calendriers, ces derniers étant essentiels pour calculer et noter les jours fastes et néfastes composant une année en Chine. Le succès commercial et la rentabilité de la xylographie sont attestés par un observateur britannique de la fin du XIXe siècle, qui a noté que, même avant l'arrivée des méthodes d'impression occidentales, le prix des livres et des documents imprimés en Chine avait déjà atteint un prix étonnamment bas par rapport à ce qui pouvait être trouvé dans son pays d'origine. Voici son avis sur le sujet:

« (eng) We have an extensive penny literature at home, but the English cottager cannot buy anything like the amount of printed matter for his penny that the Chinaman can for even less. A penny Prayer-book, admittedly sold at a loss, cannot compete in mass of matter with many of the books to be bought for a few cash in China. When it is considered, too, that a block has been laboriously cut for each leaf, the cheapness of the result is only accounted for by the wideness of sale. »

Bien que Bi Sheng ait par la suite inventé les caractères mobiles au XIe siècle, la xylographie telle qu'elle est pratiquée sous les Tang reste le mode dominant d'impression en Chine, jusqu'à ce que les méthodes d'impression européennes se répandent et se généralisent en Extrême-Orient. Cependant, il faut préciser que ce n'est pas la typographie telle qu'elle a été inventée par Gutenberg qui permet aux méthodes d'impression occidentales de s'imposer en Chine, mais la lithographie, une technique inventée en Allemagne au début du XIXe siècle.

### Cartes à jouer

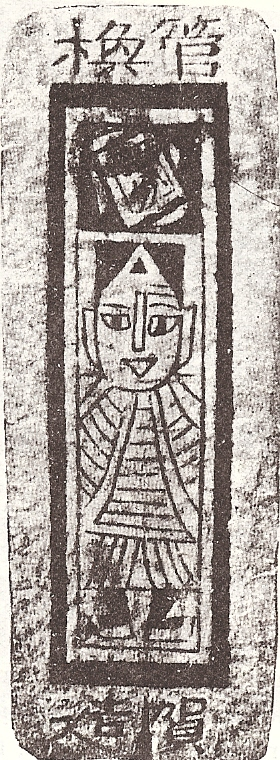
Carte à jouer chinoise imprimée, datant des années 1400 (dynastie Ming), trouvée près de Tourfan et mesurant 9,5 X 3.5 cm.

Les cartes à jouer ont probablement été inventées sous la dynastie Tang, autour du IXe siècle, grâce à la popularisation de la xylographie,,,,. La première référence probable à des jeux de cartes provient d'un texte du IXe siècle connu sous le nom de Collection de Miscellanea à Duyang, écrit par Su E, un écrivain de la dynastie Tang. Il décrit la princesse Tongchang, la fille de l'empereur Tang Yizong, en train de jouer au "jeu des feuilles" en 868 avec les membres de la famille de son époux, Wei Baoheng,,. Le premier livre connu sur le "jeu des feuilles" est le Yezi Gexi, qui est supposé avoir été écrit par une femme de la dynastie Tang. Cet ouvrage a été commenté par plusieurs auteurs au fil des dynasties ayant succédé aux Tang. Ouyang Xiu (1007 – 1072), un homme d'État et écrivain de la dynastie Song, affirme que ce jeu existe au moins depuis la période correspondant à la moitié de la dynastie Tang et il associe son invention au développement des feuilles imprimées comme support d'écriture,. Cependant, Ouyang prétend également que les "Feuilles" étaient des pages d'un livre utilisé dans un jeu de plateau joué avec des dés, dont les règles sont déjà perdues à l'époque où il en parle.
D'autres jeux datant de la dynastie Tang et tournant autour de la consommation d'alcool impliquent l'utilisation d'une sorte de jeu de cartes. Toutefois, ce ne sont pas des cartes à jouer au sens moderne du terme, avec des chiffres et des figures, mais des cartes sur lesquelles sont imprimées des instructions à suivre par les joueurs.
La première mention d'un jeu de cartes "moderne" dans les archives chinoises date du 17 juillet 1294 quand "Yan Sengzhu et Zheng Pig-Dog ont été pris en train de jouer aux cartes [Zhi Pai] et que les blocs de bois pour les imprimer ont été confisqués, ainsi que neuf desdites cartes."
William Henry Wilkinson suggère que les premières cartes peuvent avoir été une sorte de papier-monnaie doublé d'un jeu, les chiffres imprimés représentant les sommes mises en jeu, pour un usage similaire à celui des cartes à échanger. L'utilisation du papier-monnaie est gênante et risquée dans le cadre de ces jeux, de sorte qu'il est remplacé par cet argent dédié au jeu, connu sous le nom d'"Argent de cartes ". Un des jeux de carte chinois les plus anciens et dont nous connaissons les règles est le Madiao, un jeu de levées qui date de la dynastie Ming (1368-1644). Lu Rong, un savant du XVe siècle, explique qu'il est joué en utilisant 38 cartes, divisées en quatre groupes: 9 pièces de monnaie, 9 liasses de pièces, 9 myriades et 11 dizaines de myriades. Ce sont des personnages du roman Au bord de l'eau qui sont imprimés sur les deux dernières cartes, et non des numéros. Les rangs et valeurs de ces personnages sont imprimés en caractères chinois, juste à côté de l'image les représentant. Pour gagner à ce jeu, il faut avoir des cartes de la plus faible valeur faciale possible, la carte d'une pièce étant la plus puissante.

## Horlogerie et mesure du temps
Si la dynastie Tang est une période d'avancées technologique, les savants de l'époque savent aussi s'inspirer de leurs prédécesseurs. C'est ainsi que Yi Xing (683-727), qui est à la fois ingénieur, moine et astronome, s'inspire des travaux de Zhang Heng (78-139) et Ma Jun (200-265) quand il met au point la première horloge à échappement chinoise en 725. Pour créer son horloge, il combine une clepsydre et une roue à aubes, pour alimenter une sphère armillaire rotative utilisée dans le cadre d'observation astronomique. Le dispositif de Yi Xing inclut également une cloche équipée d'une minuterie mécanique, qui frappe automatiquement ladite cloche chaque année, et un tambour qui, lui, est frappé automatiquement tous les quarts d'heure. Heng a donc créé une des premières horloges « sonnantes ». L'horloge astronomique de Yi Xing et sa sphère armillaire à eau deviennent célèbres dans tout le pays, puisque les étudiants tentant de passer les examens impériaux en 730 doivent écrire un essai sur l'appareil dans le cadre des épreuves.
Cependant, le type le plus commun d'appareil de mesure du temps reste la clepsydre, et ce aussi bien pour les sujets de l'empereur que pour l'empereur lui-même. Sa conception est améliorée durant les années 610 par Geng Xun et Yuwen Kai, deux ingénieurs de la dynastie Sui. Ils ont rajouté un système de balancier, ressemblant fortement à une balance romaine, qui permet d'assurer l'ajustement saisonnier de la tête de pression du réservoir compensateur et ainsi contrôler le débit d'écoulement pour les différentes durées de jour et de nuit au fil des saisons.

## Mécanismes et automates

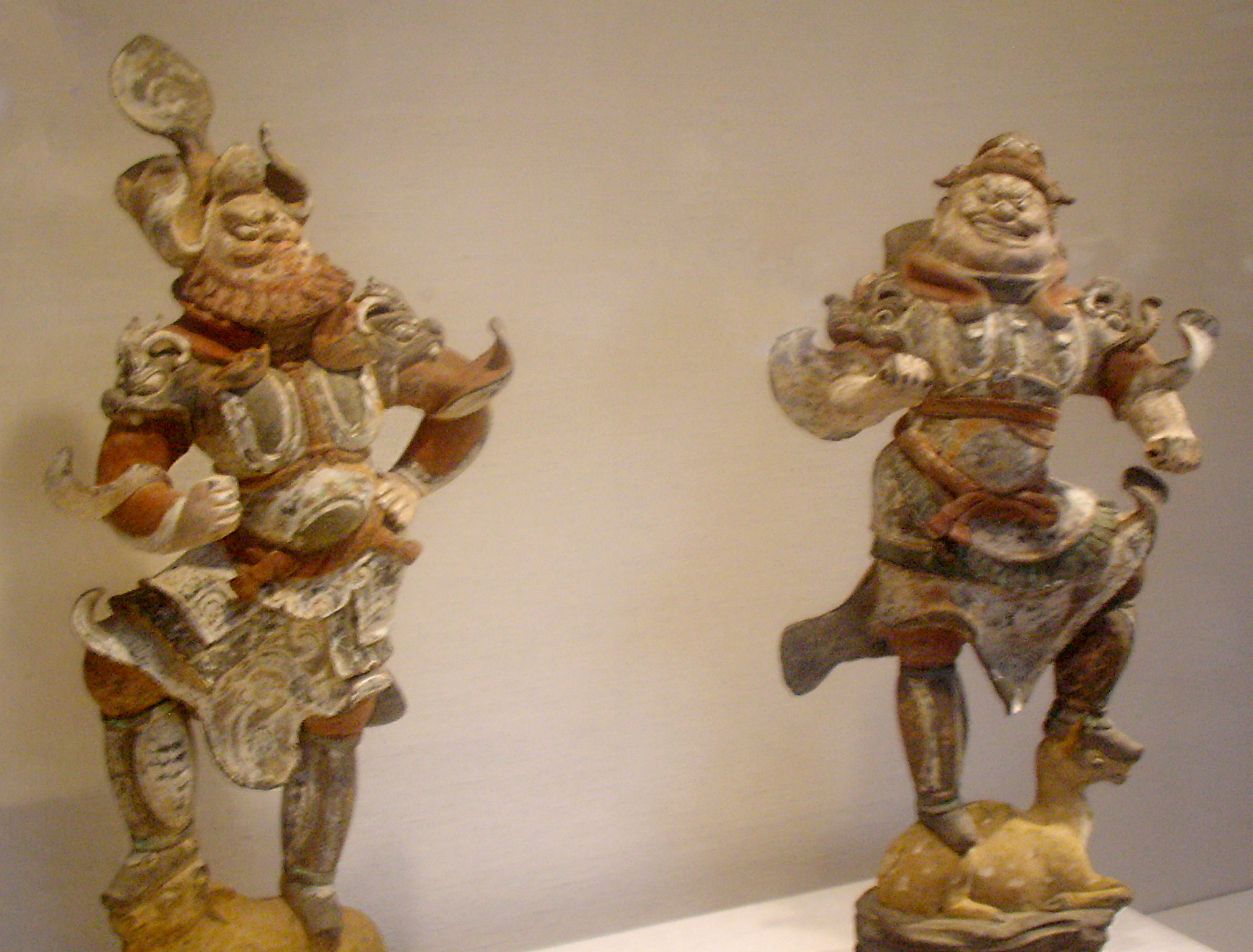
Automates en bois représentant des gardiens de tombes. Sous les Tang, les automates en bois servent, entre autres, de porte-gobelets, verseurs de vin et danseurs..

De nombreux automates et autres mécanismes complexes sont inventés sous la dynastie Tang. Parmi ces inventions, on trouve un automate conçu pour servir du vin, haut de 0,91 m, fabriqué au début du VIIIe siècle, qui a la forme d'une montagne artificielle en fer et qui repose sur un cadre en bois laqué en forme de tortue. Ce dispositif complexe utilise une pompe hydraulique, qui permet au vin de sortir de robinets en métal en forme de tête de dragon, ainsi que dans des bols inclinables. Ces derniers sont conçus pour renverser le vin dans un lac artificiel lorsqu'ils sont remplis, avant de reprendre leur position initiale, juste en utilisant la gravité. Enfin, dans ledit lac se trouvent des fausses feuilles en fer qui surgissent du vin pour être utilisées comme des plateaux sur lesquels sont disposés des mets à déguster durant les fêtes. Voici comment l'historien Charles Benn décrit les autres raffinements de cet automate:

« À mi-hauteur du flanc sud de la montagne était un dragon... La bête ouvrait sa bouche et versait le breuvage dans un gobelet posé sur une grande feuille de lotus [en fer] en dessous de lui. Lorsque la coupe était pleine à 80%, le dragon cessait de verser le vin et un invité saisissait immédiatement la coupe. S'il était lent pour vider la tasse et la reposer sur la feuille, la porte d'un pavillon au sommet de la montagne s'ouvrait et un serveur de vin mécanique, vêtu d'une casquette et d'une robe, émergeait avec une chauve-souris en bois dans sa main. Dès que l'invité remettait la coupe, le dragon la remplissait, le serveur de vin se retirait et les portes du pavillon se fermaient... Une pompe siphonnait le vin qui coulait dans le bassin à travers un trou caché et le renvoyait dans le réservoir [contenant plus de 15 litres de vin] situé à l'intérieur de la montagne. »

Bien que l'utilisation dans ce dispositif d'un petit automate destiné à taquiner les invités soit ingénieuse, ce n'est pas vraiment une nouveauté en soi. En effet, cet automate mécanique servant du vin s'inscrit dans une longue tradition chinoise, qui remonte à la dynastie Qin (221-207 av. J.-C). Pendant la période des trois royaumes, l'ingénieur Ma Jun avait conçu un théâtre mécanique entier, avec des marionnettes actionnées par le rotation d'un roue à eau. Les automates perfectionnés de la dynastie Tang sont donc les héritiers de plusieurs siècles de savoir-faire.
Parmi les très nombreux automates fabriqués sous les Tang, on trouve la statue en bois du général Yang Wulian, qui représente un moine tendant les mains pour recueillir une obole. Lorsque la quantité de pièces atteint un certain poids, le mécanisme du moine se déclenche et la statue déplace ses bras pour déposer les pièces dans une sacoche. Autre exemple, la loutre en bois de Wang Ju, qui, selon les chroniques de l'époque, aurait été capable d'attraper du poisson. Needham pense qu'une sorte de mécanisme à ressort a été utilisé pour animer cette loutre.

## Médecine
Les Chinois de l'ère Tang portent un grand intérêt à la pharmacologie en ce sens qu'ils cherchent à établir une sorte de classement officiel de tous les médicaments utilisés. En 657, l'empereur Tang Gaozong (r. 649-683) lance un projet littéraire, visant à faire publier une sorte de pharmacopée. Il s'agit de faire rédiger un ouvrage comprenant du texte et des illustrations et recensant 833 différentes substances médicinales provenant de différents minéraux, métaux, plantes, herbes, animaux, légumes, fruits et céréales. En plus de faire compiler cette pharmacopée, les Tang favorisent l'apprentissage de la médecine en maintenant les collèges de médecine impériaux, ainsi que les examens d'État pour les médecins, et en publiant des manuels médico-légaux pour les médecins. Parmi les auteurs de manuels de médecine sous les Tang, on trouve Zhen Qian (d. 643) et Sun Simiao (581-682), ce dernier étant le premier à écrire que les patients diabétiques ont un excès de sucre dans leur urine. Il a également été le premier à reconnaître que les patients diabétiques doivent éviter de consommer de l'alcool et des aliments à base de féculents. Zhen Qian et d'autres médecins de la dynastie Tang, ont décrit un traitement à base de glandes thyroïdiennes de mouton et de porc, qui a été utilisé avec succès pour traiter les goitres. En occident, l'usage d'extraits thyroïdiens pour traiter les patients atteints de goitre ne commence que durant la décennie 1890.

## Ingénierie des structures
Dans le domaine de l'ingénierie des structures chinoises, il existe des codes de construction standards établis par le gouvernement, qui étaient décrits dans le Yingshan Ling (loi nationale de construction), un ouvrage qui date du début de la dynastie Tang. Si le texte intégral du Yingshan est perdu depuis longtemps, des fragments de ce livre ont survécu dans le Tang Lü, ou code Tang. Le manuel d'architecture chinois le plus ancien à nous être parvenu intact est le Yingzao Fashi (normes de construction de l'État), qui a été rédigé par Li Jie (1065-1101) en 1103, sous la dynastie Song. Sous le règne de l'empereur Tang Xuanzong (712-756), il y a 34 850 artisans enregistrés au service de l'État, qui sont gérés par la Jingzuo Jian, ou Agence des bâtiments du Palais.

## Cartographie

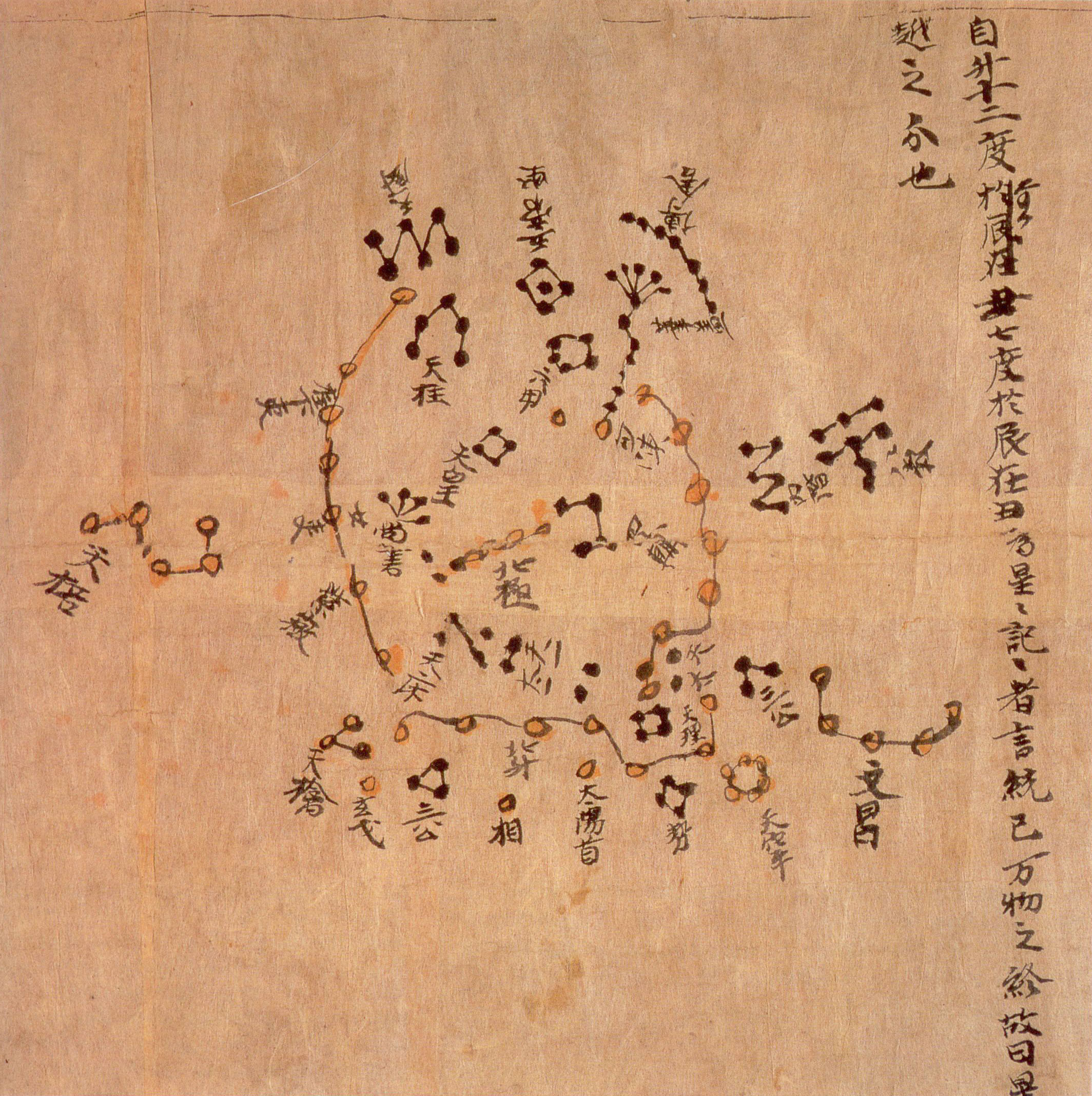
La carte de Dunhuang, une carte du ciel montrant la région polaire nord (date : vers 700). Les constellations sont divisées en trois "écoles" distinguées par des couleurs différentes : blanc pour les étoiles de Wu Xian, noir pour celles de Gan De et jaune pour celles de Shi Shen. L'ensemble de ces cartes indique la position de 1300 étoiles.

Dans le domaine de la cartographie, la dynastie Tang connaît des progrès significatifs par rapport aux cartographes de la dynastie Han. En 605, le futur le chancelier Pei Ju (547-627), qui travaillait encore pour la dynastie Sui en tant que commissaire commercial, crée une carte quadrillée, avec une échelle graduée, carte qui s'inscrit dans la tradition des travaux de Pei Xiu (224-271),. Le chancelier Xu Jingzong (en) (592-672), en plus du rôle politique qu'il a joué, est connu pour sa carte de la Chine, qu'il a dessinée en l'an 658. En l'an 785, l'empereur Tang Dezong commande au géographe et cartographe Jia Dan (730-805) une carte complète de la Chine et de ses anciennes colonies en Asie centrale. Une fois achevée, en 801, la carte fait 9,1 m de long sur 10 m de haut, l'échelle utilisée étant d'un pouce pour 100 li (Le li est une unité chinoise de mesure des distances). Si la carte de Dan est perdue depuis longtemps, on a une idée assez exacte de son aspect grâce au Yu Ji Tu, une carte sculptée sur une stèle qui date de 1137 et qui est située dans la forêt de Xi'an. Cette carte est tout aussi complexe que celle de 801 et utilise elle aussi une échelle d'un pouce pour 100 li. La carte de Jia Dan n'est pas la seule à avoir été perdue, car de toutes celles qui ont été dressées sous la dynastie Tang, les seules à avoir survécu sont des cartes du ciel, indiquant la position des étoiles à l'époque.
Les cartes des Tang sont perdues, des cartes de la Chine plus anciennes, provenant de l'ancien État de Qin, ont survécu. Elles datent du IVe siècle av. j.-c., sont gravées sur des stèles en pierre, tout comme le Yu Ji Tu, et ont été retrouvées en 1986 lors de fouilles.

## Alchimie, céramiques et innovations diverses

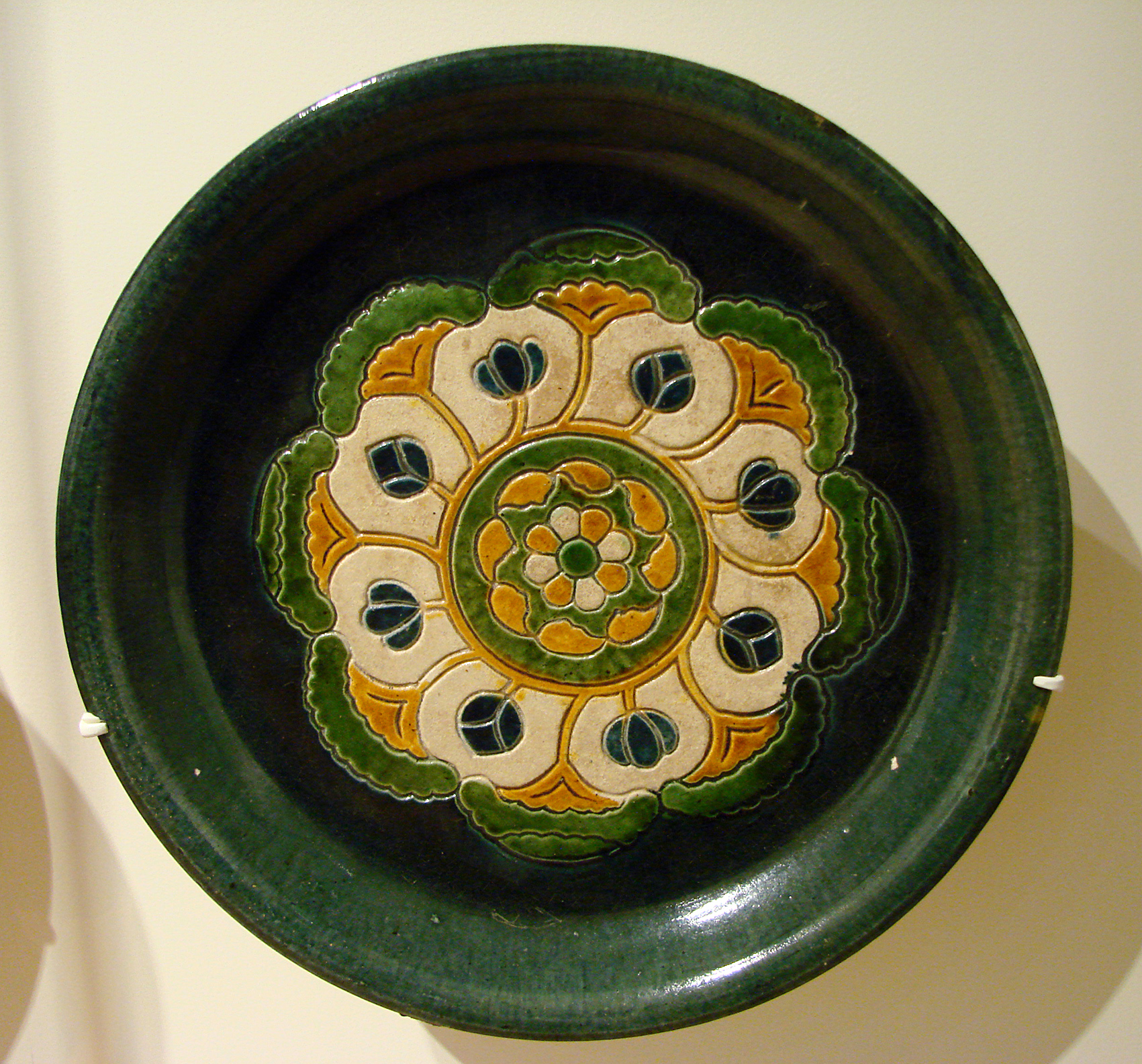
Plat rond en céramique de type sancai, avec ses trois couleurs caractéristiques. VIIIe siècle

Les Chinois de la période Tang utilisent des formules chimiques complexes visant à obtenir tout un éventail d'effets différents. Ces formules sont souvent trouvées à la suite d'expériences relevant du domaine de l'alchimie. Parmi les inventions nées de ces expériences, on trouve des vernis et des crèmes servant à protéger les vêtements et les armes de l'eau et de la poussière, un ciment ignifuge pour le verre et les marchandises en porcelaine, une crème imperméabilisante à appliquer aux vêtements en soie de plongeurs sous-marins, une crème utilisée pour polir les miroirs de bronze, et de nombreuses autres formules utiles.

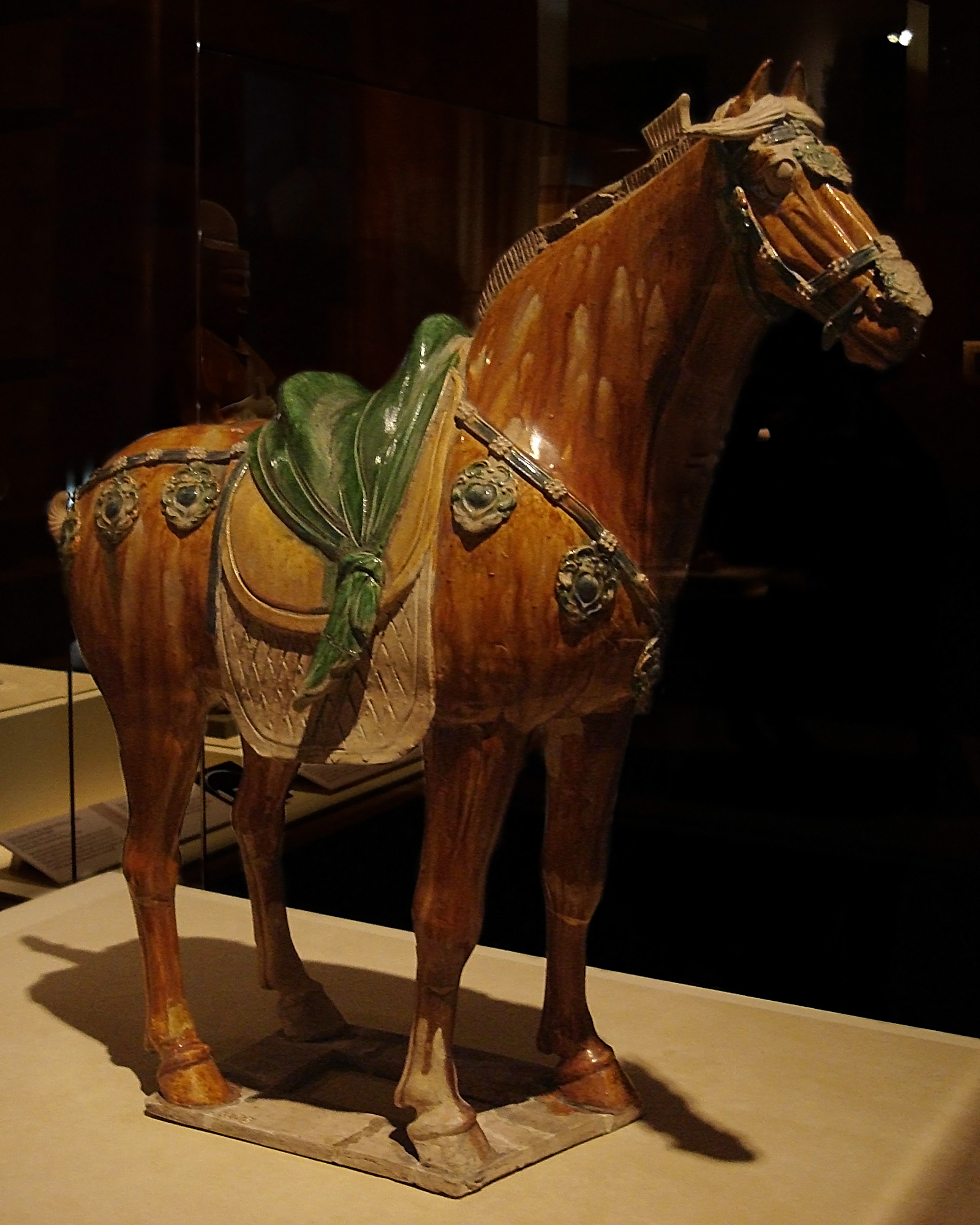
Cheval en céramique jaune datant de la dynastie Tang. On y voit une selle soigneusement sculptée et ornée de lanières de cuir, ainsi que diverses fixations ornementales décorées de fleurs à huit pétales et de feuilles d'abricot.

Dans le domaine de la céramique, c'est sous la dynastie Tang qu'est inventée la technique sancai, qui permet de produire des céramiques "trois couleurs". Les sancai sont originaires du nord de la Chine et sont fabriquées en utilisant du kaolin, de l'argile réfractaire et très peu de fer. Pour colorer les sancai, les artisans chinois utilisent différents pigments naturels. Ainsi, le jaune provient de l'oxyde de fer, le vert de l'oxyde de cuivre, le violet du manganèse et le bleu de l'oxyde de cobalt, une matière que les Tang importent du Moyen-Orient via les routes commerciales de l'Asie centrale. C'est également sous les Tang qu'est inventée la céramique vitrifiée et translucide connue sous le nom de porcelaine, même si elle ne prend véritablement son essor que bien après la chute de cette dynastie,.
En chine, la technique du forage profond est connue et utilisée depuis la dynastie Han. Ces forages servent, entre autres, à transporter le gaz naturel, via des pipelines en bambou, jusqu'à des grandes poêles où casseroles en fonte, utilisées pour faire bouillir la saumure et en extraire le sel. Dans un index géographique de la province du Sichuan datant de la dynastie Tang, il est indiqué qu'à l'un de ces «puits de feu», les hommes collectent du gaz naturel dans des tubes en bambou qui peuvent être à plusieurs dizaines de km et encore produire une flamme après le transport. Il s'agit là du premier type de "bouteilles de gaz" connu, l'historien Robert Temple supposant qu'une sorte de robinet était inséré dans ce tube.
Ding Huan, un inventeur ayant vécu sous la dynastie Han avait inventé une forme primitive de climatisation en fabriquant un grand ventilateur rotatif, composé de sept roues de 3 m de diamètre chacune et actionnées manuellement. Son invention est reprise et améliorée sous les Tang. Ainsi, en 747, l'empereur Tang Xuanzong a un "Hall frais" dans le Palais impérial, que le Tang Yulin (唐語林) décrit comme équipé de ventilateurs actionnés par un système hydraulique ainsi que de jets d'eau jaillissant depuis une fontaine. Les sources écrites datant de la dynastie Song, qui succède aux Tang, font état d'un usage encore plus important des ventilateurs rotatifs pour rafraîchir l'atmosphère à leur époque qu'à celle des Tang.